# Damião (taxiarco)
Damião ou Damiano (em latim: Damianus) foi um oficial bizantino do século VI, ativo durante o reinado do imperador Justino II (r. 565–578).

## Vida
As origens de Damião são incertas, sendo possível associá-lo ao oficial homônimo que esteve ativo na Itália décadas antes. Segundo Menandro Protetor, que chama-o de taxiarco, após uma derrota bizantina na mão dos avares, talvez em 571, ele foi enviado por Tibério para acompanhar os emissários avares ao imperador Justino II (r. 565–578) para explicar a situação. O termo grego taxiarco equivalia aos ofícios de conde dos assuntos militares ou duque, que eram comandantes de campo de média posição situados entre o mestre dos soldados e o tribuno.